# Gerda Tirén
Gerda Maria Tirén, född Rydberg, född 11 januari 1858 i Jakob och Johannes församling i Stockholm, död 9 oktober 1928 i Penningby i Länna socken i nuvarande Norrtälje kommun, Uppland, var en svensk illustratör och målare.

## Biografi
Gerda Tirén var dotter till tidningsmannen och teaterförfattaren Carl Henrik Rydberg (1820–1902) och Emma Forsslund (1820–1899). Modern Emma Forsslund var sondotter till porträttmålaren och bildhuggaren Jonas Forsslund (1754–1809), som var född i Fors socken, Jämtland, och dottern Gerda Tirén kom således att föra konsten vidare. 
Hon gifte sig 16 november 1884 med konstnären Johan Tirén (1853–1911). Gerda Rydberg och Johan Tirén hade förlovat sig i Paris i Frankrike i januari 1884. Troligtvis blev de bekanta vid Konstakademins kurser i Mariefredstrakten som hölls av konstnären och hovintendenten Edvard Perséus. Många svenska målare utbildades under åren fram till 1880 av Edvard Perséus, som hade elever vid ateljén i Valhalla och från sommarstuderande på Gripsholm och i Erik XIV:s renässanskammare. Flertalet av dessa målare överflyttade sedan till Konstakademien, där de studerade vidare. Paret fick fyra barn: Nils Tiren (1885–1935), Kristina (Stina) Tirén (1886–1951), Karin Tirén (1887–1951) och Elisabet Tirén (1890–1937). Deras dotter Stina Tirén (1886–1951) var också konstnär och målade porträtt, stilleben och landskap, vanligen fjällmotiv från Jämtland och Härjedalen. Maken Johan Tirén var en äldre bror till Karl Tirén (1869–1955), som var jämtländsk konstnär och sameforskare. Karl Tirén inspirerades av sin äldre bror konstnären Johan Tirén, vars konst fokuserades kring samekulturen.  
Gerda Tirén studerade vid Tekniska skolan 1875–1882 i Stockholm och vid Konstakademien i Stockholm där hon även en kortare tid deltog i akademiens etsningsskola. Därefter följde studieresor till Frankrike där hon bland annat besökte Paris och konstnärskolonien i Grez.

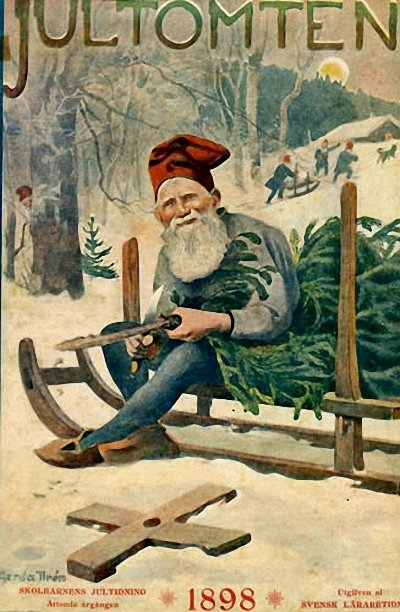
Barntidningen Jultomten, Julen 1898, illustrerad av Gerda Tirén.

Hon målade därefter bland annat landskap från Frankrike och Sverige, porträtt, blomsterstilleben, barnbilder samt genremotiv, vanligen med lappmotiv. Hon utförde illustrationer till barntidningen Jultomten. Några illustrationer av Gerda Tiréns akvareller finns även i årgång 1924 av Jultomten.
Mest känd blev hon måhända genom sina svartvita illustrationer till Barnbiblioteket Sagas utgåva av Robinson Kruse författad av Daniel Defoe år 1899 till boken utförde hon 116 illustrationer och bidrog till stor del till utgåvans stora popularitet. Hon utförde illustrationer till många andra sagoberättelser. Hon illustrerade den tyske författaren Fritz Reuters roman Livet på landet. Romanen har också blivit filmatiserad flera gånger. Gerda Tirén ritade även julkort och påskkort, precis som Jenny Nyström.
Hon var representerad på Norrlands konstförenings utställning i Härnösand 1883, Konstakademiens utställning 1885, Parissalongen 1885, Konst och industriutställningen i Norrköping 1906, Svenska konstnärernas förenings utställningar i Stockholm 1909 och 1904, Föreningen Svenska Konstnärinnors utställningar på Konstakademien 1911, Skånska konstmuseum 1912 och på Liljevalchs konsthall 1917. Tillsammans med sin son Nils och dotter Stina ställde hon ut på Konstnärshuset i Stockholm 1918. En större minnesutställning med hennes konst visades på Liljevalchs konsthall 1935. 
Gerda Tirén ligger begravd på Länna kyrkogård i Uppland. Gravplatsen är utmärkt med en stor, gjuten järnhäll i sluttningen intill kyrkans södra sida. Där står det Johan Tirén, Gerdas namn samt också deras barn Nils Tirén, Kristina Tirén, Karin Tirén och Eva Elisabet Tirén. Kristina (Stina) och Nils var också mycket kända konstnärer.

## Representerad
Två verk, Studiehuvud, en målning i olja på duk, 44x35 cm, och Lappgosse med avbruten skida, en lavering i grått på papper, utförd med penna och svart bläck, ca 39x31 cm, ägs av Nationalmuseum i Stockholm. 

## Bildgalleri

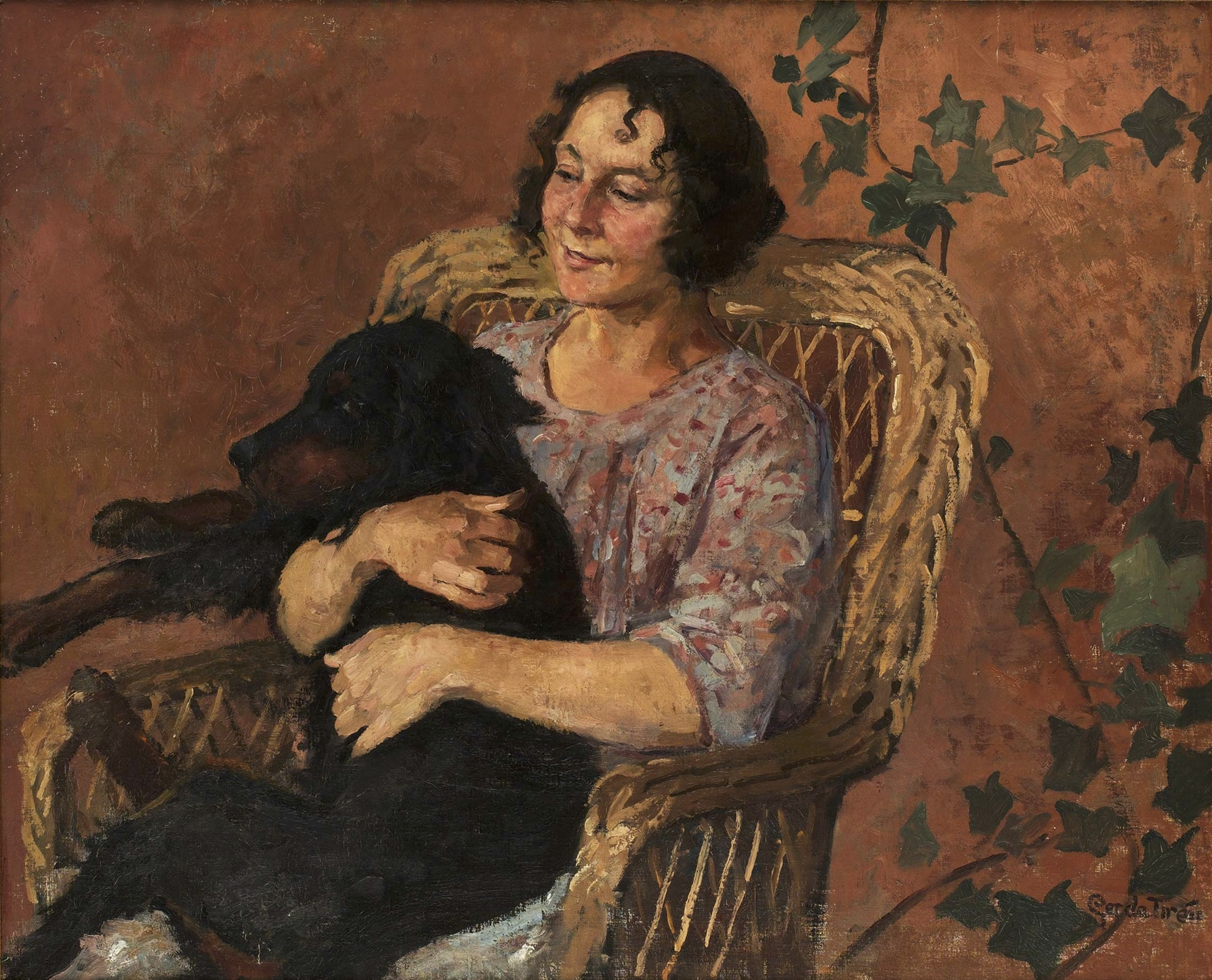
Karin och Tippo
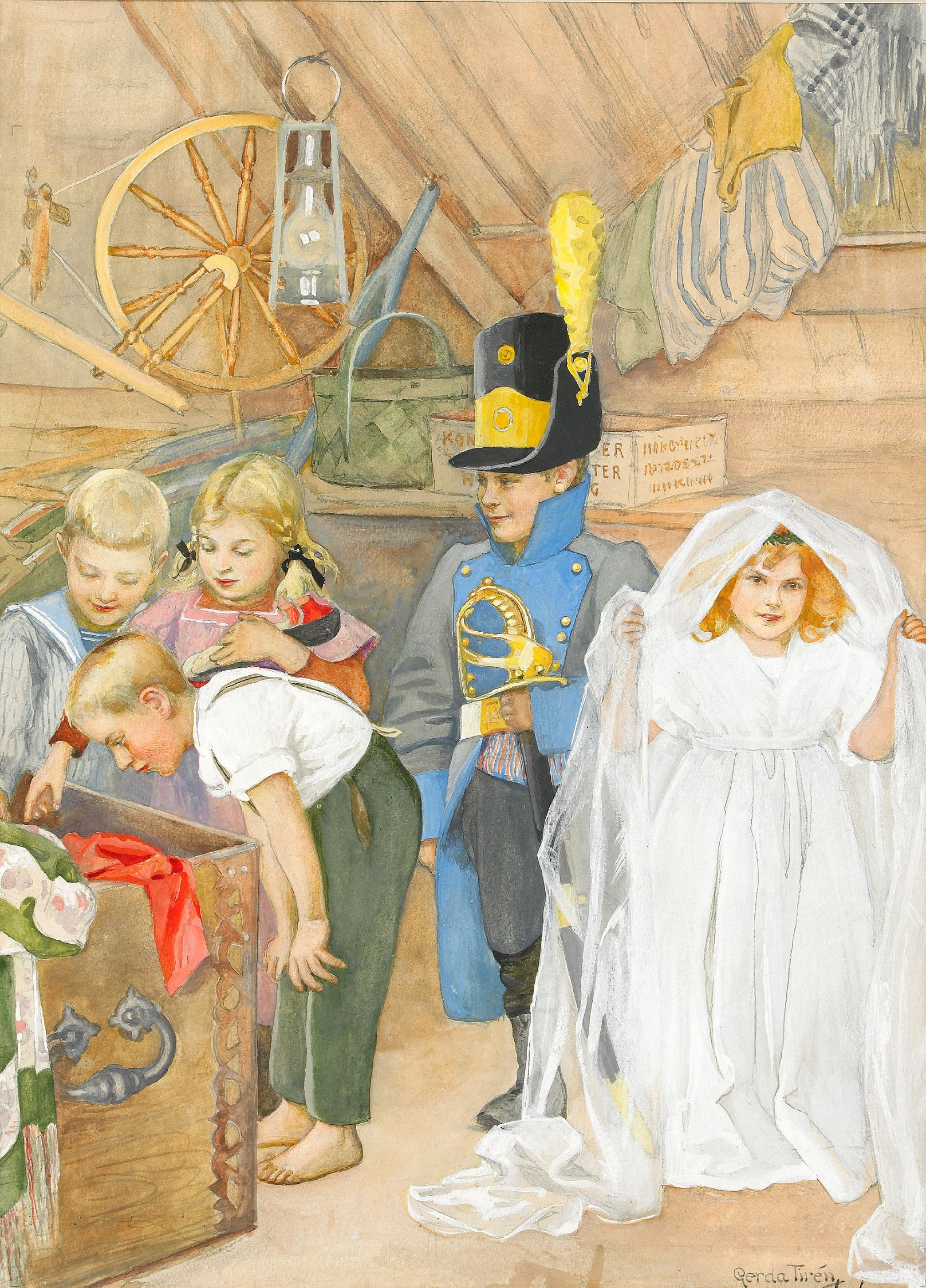
Brudföljet
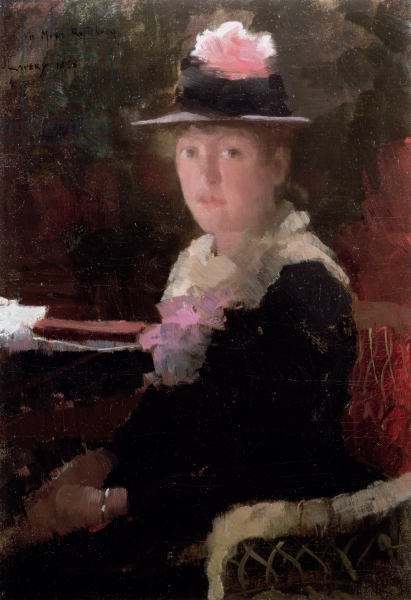
Porträtt av Gerda Rydberg Tirén, utfört 1883 av brittiske målaren Sir John Lavery (1856-1941).
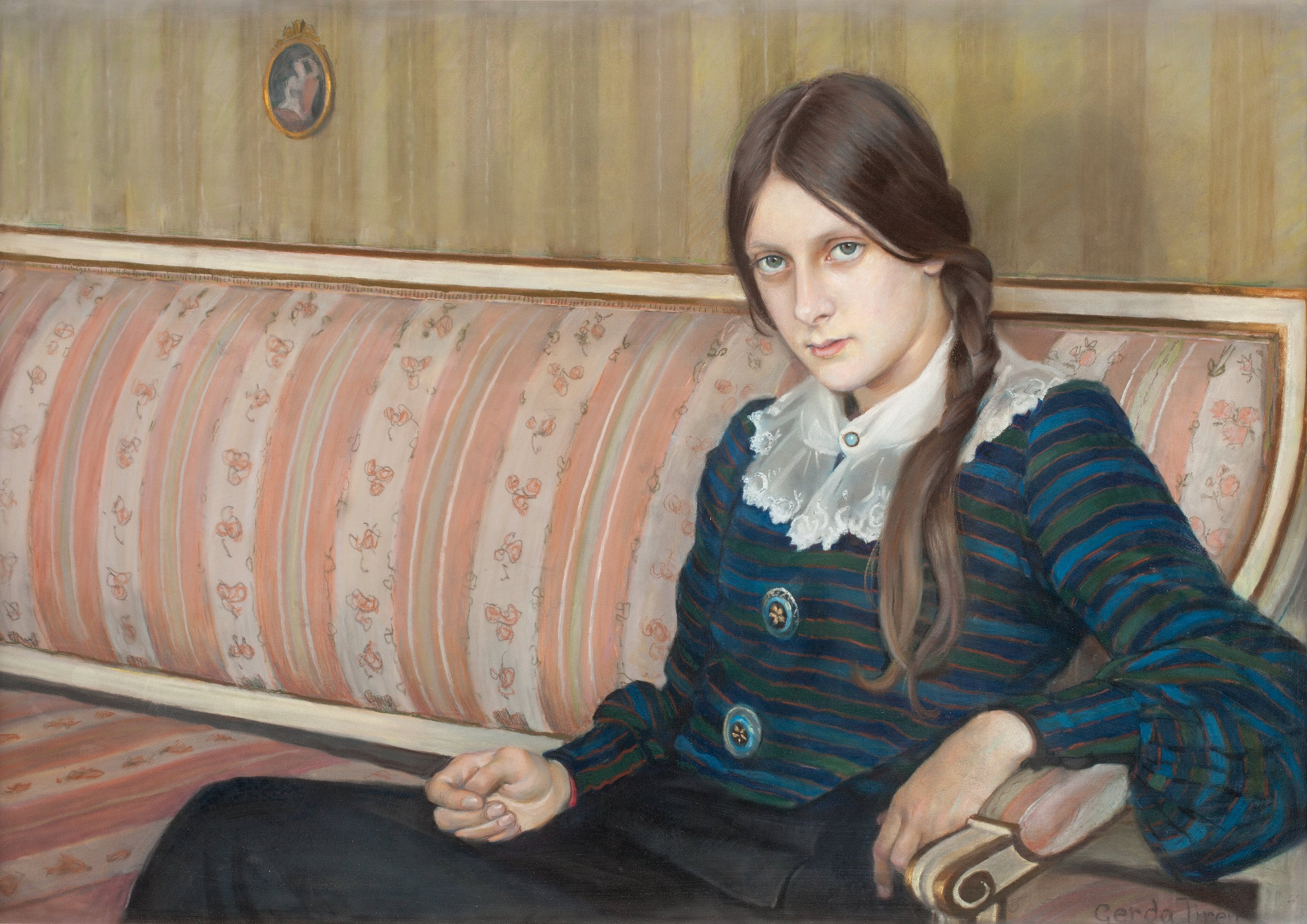
I den gustavianska soffan, pastell, 70x99cm.